# Jesús Herrero Parrón
Jesús Herrero Parrón más conocido como Jesús Herrero es un jugador de fútbol sala español que juega de portero en el Inter Fútbol Sala y en la Selección de fútbol sala de España.
Con el Inter Movistar ha ganado todos los títulos nacionales posibles, así como la Copa de la UEFA en 2009.
Con la selección ha ganado la Eurocopa de fútbol sala de 2016.

## Palmarés

### Inter Movistar
- Liga Nacional de Fútbol Sala (6): 2014, 2015, 2016, 2017 2018 2020
- Copa de España de Fútbol Sala (4): 2009, 2014, 2016, 2017
- Supercopa de España de Fútbol Sala (1): 2015 2018
- Copa del Rey de fútbol sala (1): 2015
- Copa de la UEFA de Fútbol Sala (3): 2009, 2017 2018

## Clubes
- UD Las Rozas Boadilla (2004-2005)
- Carnicer Torrejón (2005-2008)
- Inter Movistar (2008-2010)
- Talavera FS (2010-2012)
- Segovia Futsal (2012-2013)
- Inter Movistar (2013- )